# Serpentine (fleuve, Nouvelle-Zélande)
Pour les articles homonymes, voir Serpentine.

Le fleuve Serpentine  (en anglais : Serpentine River) est un petit cours d'eau, qui prend naissance sur le flanc nord-ouest de la chaîne de « Richmond Range » dans l’île du Sud de la Nouvelle-Zélande.

## Géographie
Il passe à travers la  forêt de plantation située près de la ville de Richmond avant de se déverser dans la  baie de Tasman.